# Абало, Мария Лаура
Мария Лаура Абало (исп. María Laura Abalo, род. 17 августа 1981, Буэнос-Айрес) — аргентинская гребчиха, участница летних Олимпийских игр 2012 года, двукратная чемпионка Панамериканских игр.

## Спортивная биография
Свою первую значимую награду Мария Абало выиграла в 2007 году на Панамериканских играх, завоевав бронзовую медаль в соревнованиях четвёрок парных. В 2011 году Абало на Панамериканских играх стала обладательницей сразу двух золотых наград, выиграв в  соревнованиях четвёрок парных и двоек распашных без рулевого. 
В 2012 году Мария Абало в паре с Габриэлой Бест выступила на летних Олимпийских играх в Лондоне. Аргентинский экипаж выступил в соревнованиях двоек распашных, куда они пробились став вторыми на заключительной олимпийской квалификации в швейцарском Люцерне . По итогам, как первого, так и утешительного раунда аргентинский дуэт занимал последнее место в своём заплыве, что позволило им участвовать лишь в финале B. В заключительной гонке Абало с Бест смогли опередить экипаж из Италии и заняли 3 место в своём заплыве и 9-е место по итогам всего турнира.
На чемпионатах мира лучшим результатом в карьере Абало стало 9-е место в соревнованиях двоек на первенстве мира 2009 года в Познане.